# Леон Беласко
Леон Беласко (англ. Leon Belasco; 11 октября 1902, Одесса, Херсонская губерния — 1 июня 1988, Ориндж, Калифорния; имя при рождении Леонид Семёнович Берладский) — американский актёр театра, кино и телевидения; скрипач. За свою кинокарьеру длиной сорок пять лет снялся в почти полутора сотнях фильмов и сериалов.

## Биография
Леонид Семёнович Берладский родился 11 октября 1902 года в Одессе (Херсонская губерния, Российская империя), в семье врача-дерматовенеролога Семёна Яковлевича Берладского (1873—1947), уроженца Кишинёва, и Симы Гамшеевны Берладской (в девичестве Левин, 1879—1942), родом из Николаева. Родители заключили брак в Одессе 26 ноября 1900 года. Ещё будучи ребёнком (не ранее 1908 года) с родителями и младшим сыном Яковом (англ. Jacques Dallin Belasco, 1908—1873) переехал в Японию, жил и окончил колледж в Иокогаме. Учился на музыканта в Японии и, позднее, в Маньчжурии. Непродолжительное время был концертмейстером Японско-русского симфонического оркестра (ныне — Симфонический оркестр NHK).
В 1921 году самостоятельно уехал в США, в Калифорнию, оставив родителей и брата, которые на то время жили в Харбине. Поначалу Берладский перебивался случайными заработками в Голливуде, затем переехал в Нью-Йорк, где организовал маленькую музыкальную группу, выступавшую в основном в отелях; в этой группе получило известность трио «Сёстры Эндрюс». В 1938 году вернулся в Голливуд, где начал сниматься в кино. Снимался, взяв актёрский псевдоним Леон Беласко, очень активно: в частности, за первые семь лет своей кинокарьеры он появился в 79 фильмах (в большинстве случаев в эпизодических ролях без указания в титрах). Основной актёрский образ — эксцентричные одурманенные европейские и этнические персонажи; легковозбудимые музыканты, хореографы или эстеты; хотя также нередко он играл более серьёзные роли, особенно в шпионских драмах.
В связи с характерной внешностью нередко играл итальянцев, французов, русских.
Брат Леона также переехал в США, взял псевдоним Жак Беласко и стал довольно известным кинокомпозитором.
Так как Беласко хорошо владел русским языком, он выступил режиссёром диалогов в известной картине «Русские идут! Русские идут!» (1966).
Леон Беласко скончался 1 июня 1988 года в городе Ориндж (штат Калифорния) от осложнений после инсульта.

## Бродвейские работы
- 1942 — Цветы добродетели / The Flowers of Virtue — Иезекиль
- 1955—1956 — Шёлковые чулки[англ.] / Silk Stockings — Бранков
- 1956—1957 — Удачная охота[англ.] / Happy Hunting — Артуро
- 1958—1959 — Ещё разик, и с чувством! / Once More, With Feeling — Гендельс

## Избранная фильмография

### В титрах указан
- 1938 — Топпер[англ.] / Topper Takes a Trip — коридорный
- 1939 — Легион потерянных лётчиков[англ.] / Legion of Lost Flyers — «Французик» Рожен
- 1940 — Счастливые партнёры[англ.] / Lucky Partners — Ник № 1
- 1940 — Рука мумии / The Mummy's Hand — Али
- 1940 — Весенний вальс / Spring Parade — руководитель скрипочного оркестра
- 1941 — Высокий, смуглый и красивый[англ.] / Tall, Dark and Handsome — Альфредо Эррера
- 1941 — Ничего, кроме правды[англ.] / Nothing but the Truth — доктор Зарак
- 1941 — Жаворонок[англ.] / Skylark — длинноволосый мужчина в вагоне метро
- 1941 — Проект для скандала[англ.] / Design for Scandal — Александр Рауль
- 1944 — Гроза над Лиссабоном[англ.] / Storm Over Lisbon — певец фаду
- 1945 — Тщеславие графа Кэрролла[англ.] / Earl Carroll Vanities — барон Дашек
- 1945 — На это легко смотреть[англ.] / Easy to Look At — Филлип
- 1945 — Иоланта и вор[англ.] / Yolanda and the Thief — таксист
- 1946 — Саспенс / Suspense — Пьер Яша
- 1948 — Я, Джейн Доу / I, Jane Doe — Дюрок
- 1948 — Ради любви к Мэри[англ.] / For the Love of Mary — Игорь
- 1948 — Каждая девушка должна выйти замуж[англ.] / Every Girl Should Be Married — скрипач
- 1949 — Счастливая любовь / Love Happy — мистер Лайонс
- 1949 — Все занимаются этим[англ.] / Everybody Does It — профессор Хьюго
- 1949 — Багдад[англ.] / Bagdad — нищий
- 1950 — Пожалуйста, верь мне[англ.] / Please Believe Me — крупье
- 1950 — Люблю этого грубияна[англ.] / Love That Brute — Франсуа Дюкре («Французик»)
- 1950 — Эбботт и Костелло в Иностранном легионе / Abbott and Costello in the Foreign Legion — Хассам, аукционист
- 1951 — Маленький Египет[англ.] / Little Egypt — Мулай
- 1952 — Сын Али-Бабы[англ.] / Son of Ali Baba — Бабу́
- 1960 — Канкан / Can-Can — Артуро, руководитель оркестра
- 1965 — Искусство любви[англ.] / The Art of Love — принц
- 1973 — Суперпапа[англ.] / Superdad — водитель лимузина

### В титрах не указан
- 1938 — Святой в Нью-Йорке / The Saint in New York — водитель
- 1938 — Драматическая школа[англ.] / Dramatic School — ведущий мероприятия в ночном клубе
- 1939 — Летающий ирландец[англ.] / The Flying Irishman — русский комментатор
- 1939 — Хорошие девушки едут в Париж[англ.] / Good Girls Go to Paris — скрипач в ночном клубе
- 1939 — Леди из тропиков[англ.] / Lady of the Tropics — помощник управляющего
- 1940 — Я забираю эту женщину[англ.] / I Take This Woman — Панчо
- 1940 — Это — свидание[англ.] / It's a Date — старший официант
- 1940 — Моя любимая супруга / My Favorite Wife — официант
- 1940 — Та самая дама[англ.] / The Lady in Question — парикмахер
- 1940 — Буксирщица Энни снова в пути[англ.] / Tugboat Annie Sails Again — старший официант
- 1940 — Товарищ Икс / Comrade X — товарищ Баронов, управляющий гостиницы
- 1941 — Девушка, парень и моряк[англ.] / A Girl, a Guy and a Gob — таксист
- 1941 — Поющий холм[англ.] / The Singing Hill — доктор Мискеров
- 1941 — Они не рискуют любить[англ.] / They Dare Not Love — Пьер
- 1941 — Задержите рассвет / Hold Back the Dawn — мистер Спицер
- 1941 — Всё началось с Евы / It Started with Eve — кутюрье
- 1941 — Не давай молокососу передышки[англ.] / Never Give a Sucker an Even Break — пианист
- 1941 — Шоколадный солдат[англ.] / The Chocolate Soldier — официант
- 1941 — Ночь 16 января[англ.] / The Night of January 16th — стюард самолёта
- 1942 — Рокси Харт[англ.] / Roxie Hart — официант
- 1942 — Убийцы-белоручки[англ.] / Kid Glove Killer — Крис Спайро, повар
- 1942 — Янки Дудл Денди / Yankee Doodle Dandy — фокусник
- 1942 — Ночь в Новом Орлеане[англ.] / Night in New Orleans — официант
- 1942 — Праздничная гостиница[англ.] / Holiday Inn — владелец цветочного магазина
- 1942 — Между нами девочками[англ.] / Between Us Girls — завсегдатай ночного клуба
- 1942 — Дорога в Марокко / Road to Morocco — Юзеф
- 1942 — Касабланка / Casablanca — дилер кафе «У Рика»[9]
- 1943 — То, что она не отдаст[англ.] / Hers to Hold — руководитель оркестра
- 1943 — Вся банда в сборе / The Gang's All Here — официант
- 1944 — И ангелы поют[англ.] / And the Angels Sing — официант
- 1944 — Девушка с обложки[англ.] / Pin Up Girl — Марио
- 1944 — Познакомьтесь с людьми[англ.] / Meet the People — Майло
- 1944 — Американский роман[англ.] / An American Romance — владелец сигарного магазина
- 1944 — Конспираторы / The Conspirators — официант
- 1945 — Он мой адвокат[англ.] / See My Lawyer — скрипач
- 1945 — Чудо-человек[англ.] / Wonder Man — пианист
- 1945 — Вне этого мира[англ.] / Out of This World — Леон
- 1946 — Каникулы в Мехико[англ.] / Holiday in Mexico — руководитель оркестра
- 1947 — Это случилось на Пятой авеню / It Happened on 5th Avenue — музыкант
- 1948 — Три дорогие дочки[англ.] / Three Daring Daughters — руководитель корабельного оркестра
- 1948 — Похождения Дон Жуана / Adventures of Don Juan — Дон де Кордоба
- 1950 — Нэнси едет в Рио[англ.] / Nancy Goes to Rio — профессор Гама
- 1950 — Огонь и стрела[англ.] / The Flame and the Arrow — три эпизодические роли
- 1950 — Любимец Нового Орлеана / The Toast of New Orleans — руководитель доминиканского оркестра
- 1951 — Золотая Орда / The Golden Horde — Назза, астролог
- 1953 — Назовите меня мадам[англ.] / Call Me Madam — лидер
- 1976 — Вон Тон Тон — собака, которая спасла Голливуд / Won Ton Ton, the Dog Who Saved Hollywood — дворецкий, делающий телефонный звонок

### Телевидение
- 1953 — Я люблю Люси / I Love Lucy — клерк (в эпизоде Lucy Becomes a Sculptress)
- 1954 — Телевизионный театр Крафта / Kraft Television Theatre — разные роли (в 2 эпизодах)
- 1954 — Роберт Монтгомери представляет[англ.] / Robert Montgomery Presents — Альберто (в эпизоде The Patriot from Antibes)
- 1958 — Отец-холостяк[англ.] / Bachelor Father — скрипач (в эпизоде A Sister for Kelly)
- 1959 — Шоу Фила Силверса[англ.] / The Phil Silvers Show — разные роли (в 2 эпизодах)
- 1959 — Бронко[англ.] / Bronco — Алехандре (в эпизоде Flight from an Empire)
- 1960—1961 — Моя сестра Эйлин[англ.] / My Sister Eileen — мистер Аппопоплус (в 24 эпизодах)
- 1961 — Мэверик / Maverick — Космо Нарди (в эпизоде The Art Lovers[англ.])
- 1963 — Дочь фермера[англ.] / The Farmer's Daughter — посол Бати (в эпизоде An Affair of State)
- 1963 — Сумеречная зона / The Twilight Zone — Поттс (в эпизоде A Kind of a Stopwatch)
- 1963—1964 — Шоу Люси / The Lucy Show — разные роли (в 3 эпизодах[англ.])
- 1964—1965 — Боб Хоуп представляет: Театр «Крайслер»[англ.] / Bob Hope Presents the Chrysler Theatre — разные роли (в 5 эпизодах)
- 1964, 1967 — Деревенщина в Беверли-Хиллз[англ.] / The Beverly Hillbillies — разные роли (в 2 эпизодах)
- 1965 — Мой любимый марсианин[англ.] / My Favorite Martian — Илья Политников (в эпизоде A Martian Sonata in Mrs. B's Flat)
- 1966 — Шоу Дика Ван Дайка[англ.] / The Dick Van Dyke Show — мистер Марк (в эпизоде The Curse of the Petrie People[англ.])
- 1966 — Три моих сына[англ.] / My Three Sons — профессор Ломбарди (в эпизоде Fiddler Under the Roof[англ.])
- 1966 — Агенты А.Н.К.Л.[англ.] / The Man from U.N.C.L.E. — Максим Радиш (в эпизоде The Jingle Bells Affair[англ.])
- 1971 — Эта девушка / That Girl — Андре (в эпизоде Chef's Night Out[англ.])
- 1973, 1977 — Озарение[англ.] / Insight — разные роли (в 2 эпизодах)
- 1976 — Всё честно[англ.] / All's Fair — Генри (в эпизоде A Perfect Evening)
- 1978 — Маленький домик в прериях / Little House on the Prairie — месье Франсуа (в эпизоде The Rivals[англ.])
- 1980 — Охотник Джон[англ.] / Trapper John, M.D. — старший официант (в эпизоде Call Me Irresponsible[англ.])
- 1983 — У Арчи Банкера[англ.] / Archie Bunker's Place — Сигги Келвински (в эпизоде The Red Herring[англ.])